# Бугойно

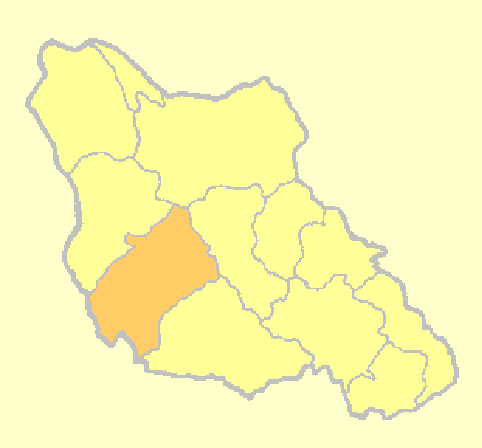
Община Бугойно на карте Среднебоснийского кантона

Бугойно — город, центр одноимённой общины в центральной части Боснии и Герцеговины на реке Врбас. Административно относится к Среднебоснийскому кантону Федерации Боснии и Герцеговины. Город находится в 80 километрах на северо-запад от Сараево. Население — 50 000 человек (июль 2007 года).
На западе в направлении Купрес находится регион Копривица. Тот лес был любимым местом охоты бывшего президента Югославии Тито. В лесу нет никаких человеческих поселений, это заповедник для медведей, волков, оленей, кабанов и других диких животных.

## География
Муниципалитет Бугойно имеет среднюю высоту 570 метров над уровнем моря. Большая его часть занята лесами (366 км²). Местность преимущественно горная. Самые высокие горы Бугойно — Стоцер (1662 м), Калин (1530 м) и Рудина (1385 м).

## Население

### 1961 год
- Всего — 24,114 (100 %)
- Хорваты — 9,682 (40,15 %)
- Боснийцы — 7,194 (29,83 %)
- Сербы — 5,212 (21,61 %)
- Югославы — 1,871 (7,76 %)
- Другие — 155 (0,64 %)

### 1971 год
- Всего — 31,856 (100 %)
- Боснийцы — 13,050 (40,96 %)
- Хорваты — 12.040 (37,79 %)
- Сербы — 6,295 (19,76 %)
- Югославы — 197 (0,61 %)
- Другие — 274 (0,88 %)

### 1981 год
- Всего — 39,969 (100 %)
- Боснийцы — 16,214 (40,56 %)
- Хорваты — 14,187 (35,49 %)
- Сербы — 7,458 (18,65 %)
- Югославы — 1,731 (4,33 %)
- Другие — 379 (0,97 %)

### 1991 год

#### Община
- Всего — 46,889 (100 %)
- Боснийцы — 19,697 (42,01 %)
- Хорваты — 16,031 (34,19 %)
- Сербы — 8,673 (18,50 %)
- Югославы — 1,561 (3,33 %)
- Другие — 927 (1,98 %)

#### Город
- Всего — 22, 641
- Боснийцы — 6878
- Хорваты — 6836
- Сербы — 6809
- Югославы — 1449
- Другие — 667

## Экономика

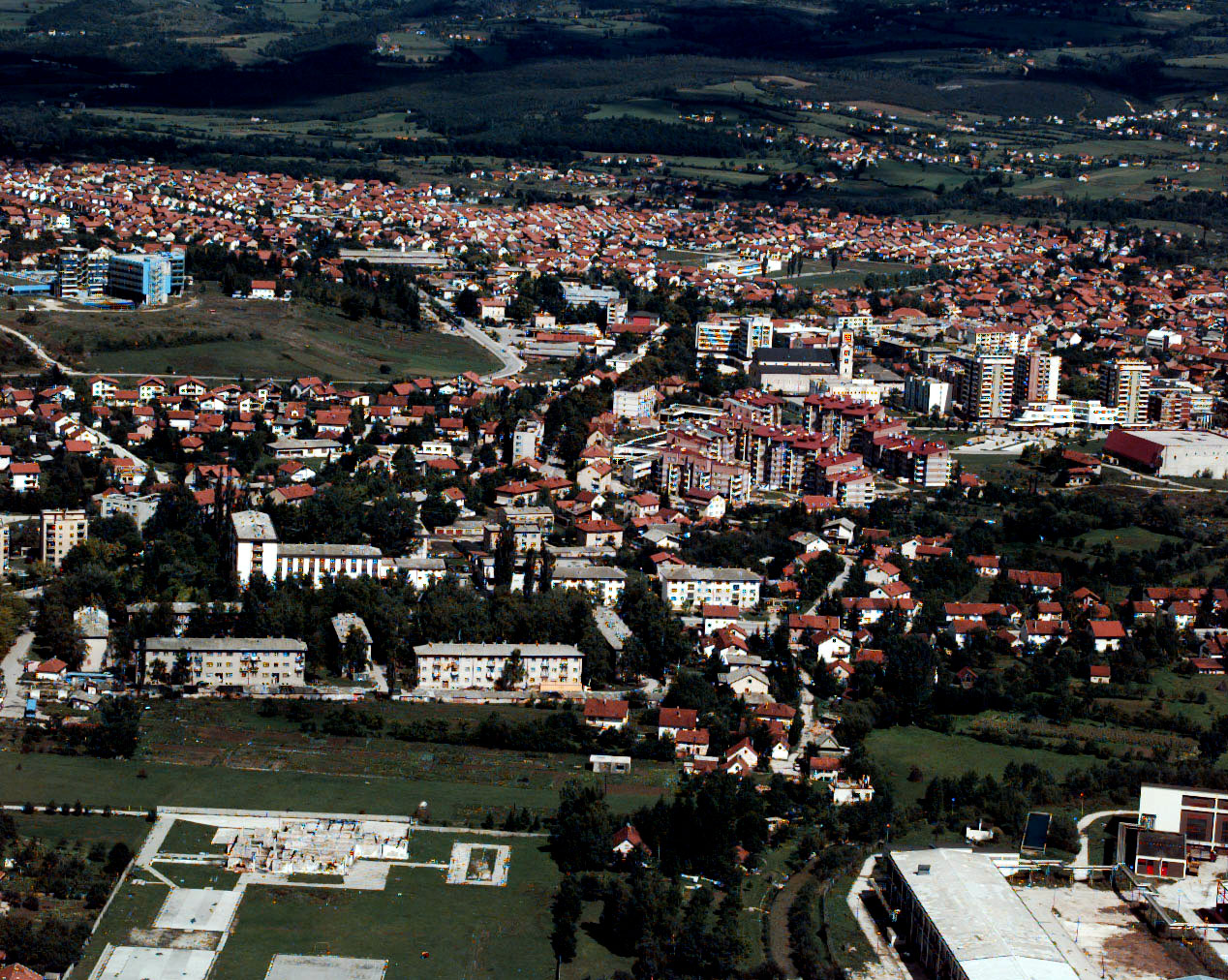
Панорама Бугойно

Раньше Бугойно был промышленным центром Боснии и Герцеговины. В 1981 году ВВП Бугойно составляло 98 % от среднего югославского. Но после боснийской войны промышленность прекратила работу. Зимний туризм начал развиваться в Бугойно только в последние годы.

## События
До распада Югославии город был известен шахматным турниром. В 1980 году турнир был сильнейшим турниром года.